# Searsia retinorrhoea
Searsia retinorrhoea är en sumakväxtart som först beskrevs av Ernst Gottlieb von Steudel och Daniel Oliver, och fick sitt nu gällande namn av Moffett. Searsia retinorrhoea ingår i släktet Searsia och familjen sumakväxter. Inga underarter finns listade i Catalogue of Life.